# Absalón Castellanos Domínguez, Acapetahua
Absalón Castellanos Domínguez är en ort i Mexiko.   Den ligger i kommunen Acapetahua och delstaten Chiapas, i den sydöstra delen av landet, 800 km sydost om huvudstaden Mexico City. Absalón Castellanos Domínguez ligger 15 meter över havet och antalet invånare är 481.
Terrängen runt Absalón Castellanos Domínguez är mycket platt. Runt Absalón Castellanos Domínguez är det ganska tätbefolkat, med 56 invånare per kvadratkilometer. Närmaste större samhälle är Acapeteahua, 12,0 km öster om Absalón Castellanos Domínguez. Omgivningarna runt Absalón Castellanos Domínguez är en mosaik av jordbruksmark och naturlig växtlighet.